# AC-040

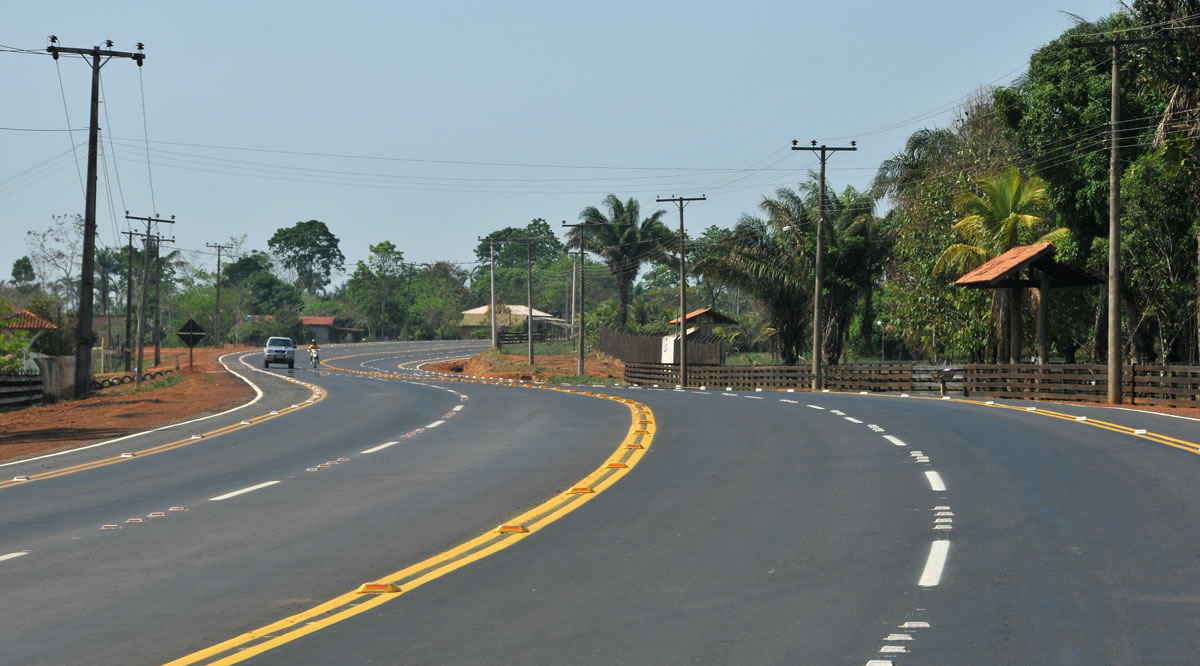
Trecho da rodovia estadual AC-40, que liga a capital Rio Branco, ao município de Senador Guiomard e a Estrada do Pacífico.

A AC-040 é uma rodovia brasileira pertencente ao estado do Acre. Possui extensão de 100 km, e liga Rio Branco até o município de Plácido de Castro, na fronteira com a Bolívia.